# USS Ticonderoga (CV-14)
USS Ticonderoga (CV-14) byla letadlová loď Námořnictva Spojených států, která působila ve službě v letech 1944–1973. Jednalo se o šestou postavenou jednotku třídy Essex (první ve verzi s dlouhým trupem).
Původně byla pojmenována USS Hancock. Její stavba byla zahájena 1. února 1943 v loděnici Newport News Shipbuilding v Newport News ve Virginii, 1. května toho roku byla přejmenována na USS Ticonderoga. K jejímu spuštění na vodu došlo 7. února 1944, do služby byla zařazena 8. května 1944. Za druhé světové války se zúčastnila operací v Tichém oceánu, na začátku roku 1947 byla odstavena do rezerv. V letech 1952–1954 podstoupila SCB-27C, během níž byla roku 1952 překlasifikována na útočnou letadlovou loď CVA-14. Nedlouho po návratu do aktivní služby byla v letech 1956 a 1957 modernizována v programu SCB-125 (mj. úhlová letová paluba). Na přelomu 50. a 60. let operovala především v západní části Tichého oceánu, po roce 1965 se výrazně zapojila do operací války ve Vietnamu. Roku 1969 byla upravena a překlasifikována na protiponorkovou letadlovou loď CVS-14. V letech 1972 a 1973 se podílela na návratu kabin vesmírných letů Apollo 16, Apollo 17 a Skylab 2 zpět na Zemi. Ze služby byla vyřazena 1. září 1973 a o necelý rok později byla odprodána do šrotu.